# Arritmias de origem sinusal
Arritmias de origem sinusal são aquelas originadas no nó sinusal ou sino-atrial.

## Bradicardia sinusal
Nesta situação o coração tem freqüência de batimentos menor do que 60 por minuto, com comando pelo nó sinusal.

## Taquicardia sinusal
Nesta situação o coração tem freqüência de batimentos maior do que 100 batimentos por minuto, com comando pelo nó sinusal.

## Arritmia sinusal
Aqui ocorre variação na freqüência do ritmo sinusal. Conforme sua relação com a respiração, pode ser fásica (relacionada à respiração) ou não fásica (sem relação com a respiração). Comum em jovens, costuma ser sem significado clínico (não causando problemas, nem requerendo tratamento).

## Parada sinusal
Nesta arritmia existe uma pausa na atividade sinusal superior a 1,5 vezes o ciclo PP básico. O ciclo PP corresponde ao intervalo entre duas sístoles elétricas atriais.

## Bloqueio de saída sino-atrial
É uma alteração da condução do estímulo do nó sinusal ao tecido atrial. Pode ser classificada em três graus:
1º grau: prolongamento anormal do tempo de condução sino-atrial. Não pode ser registrado no eletrocardiograma de superfície.
2º grau: caracteriza-se pela falha periódica do impulso sinusal, por não alcançar o tecido atrial. Pode ser de dois tipos:
- Tipo Mobitz 1 ou Wenckebach - Nesta arritmia, ocorre um encurtamento progressivo dos intervalos P-P antes da pausa, a qual tem duração menor do que duas vezes a do intervalo P-P mais curto. Essa diminuição progressiva do ciclo PP  culmina com um bloqueio de saída e, com isso, há ausência de inscrição eletrocardiográfica de onda P no traçado. Neste momento o nó sinusal sofre despolarização normal, mas, como a saída do estímulo para o restante do átrio está bloqueada, não existe atividade elétrica de suficiente amplitude para o surgimento da onda P no eletrocardiograma convencional.
- Tipo Mobitz 2 - Nesta arritmia, a interrupção não é precedida por encurtamento progressivo do intervalo P-P, e a pausa ou intervalo tende a ser múltipla do intervalo P-P. Assim, o ciclo PP é constante, ocorrendo a ausência de uma onda P, e o intervalo, até a próxima onda P, tem valores de aproximadamente duas vezes o ciclo PP básico prévio. É devida a um bloqueio de saída perissinusal.

3º grau: há interrupção total da condução do estímulo gerado pelo nó sinusal, sendo, portanto, indistinguível da parada sinusal no eletrocardiograma.